# Stewo Crwenkowski
Stewo Crwenkowski (także Stevo Crvenkovski, cyryl. Стево Црвенковски; ur. 18 marca 1947 w Skopju, zm. 4 lutego 2004 tamże) – macedoński dyplomata, syn Krste Crwenkowskiego, również polityka.
Związany z przemysłem filmowym, zajął się polityką w chwili ogłoszenia niepodległości Macedonii. Był wicepremierem i ministrem spraw zagranicznych (1993-1996), pracował na rzecz uznania Macedonii na forum międzynarodowym. W 1997 mianowany ambasadorem w Londynie.
Był doradcą ds. międzynarodowych prezydenta Kiro Gligorowa.